# Sinunukan II
Sinunukan II is een bestuurslaag in het regentschap Mandailing Natal van de provincie Noord-Sumatra, Indonesië. Sinunukan II telt 2869 inwoners (volkstelling 2010).